# (14056) Kainar
(14056) Kainar ist ein Asteroid des Hauptgürtels, der am 13. Januar 1996 am Kleť-Observatorium (IAU-Code 046) in der Nähe der Stadt Český Krumlov in Böhmen entdeckt wurde.
Der Asteroid wurde am 9. Januar 2001 nach dem tschechischen Lyriker, Dramaturgen und Übersetzer sowie Mitglied der Gruppe 42 Josef Kainar (1917–1971) benannt, der auf hohem Niveau Klavier, Gitarre und Geige spielte und sich nach 1947 nur noch der Literatur widmete.